# آلتان‌شیره
شهرستان آلتان‌شیره (به زبان مغولی: Алтанширээ сум، [Altanširee sum]؛ ᠠᠯᠲᠠᠨ ᠰᠢᠷᠡᠭᠡ ᠰᠤᠮᠤ، [altan širege sumu]) یک شهرستان (سُوم) در مغولستان است که در استان دورنوغوبی واقع شده‌است.

## تقسیمات اداری
شهرستان آلتان‌شیره متشکل از ۴ قصبه (باغ) می‌باشد، شامل:
- تویغ (مغولی: Тойг баг، [Tojg bag]؛ ᠲᠣᠶᠢᠭ ᠪᠠᠭ، [toyiɣ baɣ])
- جارا (مغولی: Зараа баг، [Zaraa bag]؛ ᠵᠠᠷᠠᠭ᠎ᠠ ᠪᠠᠭ، [jaraɣ-a baɣ])
- چولون‌گیشگِر (مغولی: Чулуун гишгэр баг، [Čuluun gišger bag]؛ ᠴᠢᠯᠠᠭᠤᠨ ᠭᠢᠰᠢᠭᠢᠷ ᠪᠠᠭ، [čilaɣun gišigir baɣ])
- خایا (مغولی: Хаяа баг، [Xaja bag]؛ ᠬᠠᠶᠠᠭ᠎ᠠ ᠪᠠᠭ، [qayaɣ-a baɣ])